# Mamadou Racine
Mamadou Racine Sy, né à Souïma (Podor), au Sénégal, le 28 mars 1842, et mort le 24 février 1902, à Kita, au Mali, est un officier français appartenant au corps des tirailleurs sénégalais. Il est le premier Noir à obtenir le grade de capitaine de l'Armée française.

## Biographie

### Jeunesse
Toucouleur, Mamadou Racine Sy est né dans le Fouta à Souïma, près de Podor, le 28 mars 1842. Son père Elimane Racine était le chef du village et était très influent parmi les Toucouleurs. Sa mère Seynabou Rabi Bâ est issue de l’aristocratie peule et torodo de Thilogne et Guede Ouro.
Enfant, il suit une formation à la religion mulsumane et devient instructeur scolaire en études coraniques.

### Carrière militaire
Mamadou Racine Sy entre dans le corps des tirailleurs sénégalais, le 4 octobre 1860, et se fait remarquer par sa bravoure au combat. Il est nommé sergent le 9 août 1866 puis sous-lieutenant à titre indigène le 15 mai 1868. C’est le plus jeune africain qui accède à l’épaulette. Il devient Chevalier de la Légion d'honneur en novembre 1869.
En 1878, il est désigné pour représenter les tirailleurs à Paris et est promu lieutenant le 17 mars 1880. Blessé lors de la prise de Daba le 16 janvier 1883, il est alors apprécié par ses supérieurs. Bien que la loi française limite la promotion des militaires indigènes au grade de lieutenant, ceux-ci, le colonel Gustave Borgnis-Desbordes en particulier, le proposent au grade de capitaine des tirailleurs. À titre exceptionnel, Jules Grévy, président de la République française, signe le 19 octobre 1883 un décret faisant de Mamadou Racine le premier capitaine africain de l’infanterie de marine coloniale française.
En mars 1886, il est chargé de rapporter au colonel Frey le traité de Kéniébakoro (ou Kéniéba-Koura) dans lequel Samory Touré, fondateur de l'empire wassoulou, reconnaissait la souveraineté de la France sur la rive gauche du Niger. Le capitaine Racine devient alors, pour le compte des autorités coloniales, un guide, interprète et diplomate, auprès du nouvel allié des Français.
Mamadou Racine Sy est commandant du poste de Nyamina, en 1889, puis de Goumbo, en 1896, date de sa retraite. Auparavant, Louis Archinard le nomme chef du village de Kayes-rive droite (Kayes Ndi) et des territoires qui en dépendent le 31 octobre 1890. Le général Edgar de Trentignan, lieutenant gouverneur du Soudan, le nomme, par décision no 236 du 27 mars 1899, fama (« roi ») du Bambouck, un poste honorifique qui place Mamadou Racine Sy en position d'intermédiaire entre les administrateurs coloniaux et les populations colonisées.

### Fin de vie
Mamadou Racine Sy meurt le 24 février 1902 à Kita, au cours d’une mission de recrutement pour le chemin de fer que lui avait confié le gouverneur général en raison de son prestige et de son influence, comme l’indiqua le gouverneur Ponty dans sa lettre de désignation. Au cours de l'année 2011, sa tombe est transférée dans le cimetière réservé aux soldats français.
Son frère, Mademba Sy (1852-1918), assure au cours de sa vie le rôle d'interprète entre les officiers de la métropole et les soldats coloniaux.

## Postérité
En France, des personnalités de l'époque coloniale sont enregistrées dans la mémoire nationale, tandis qu'un supplétif indigène tel que Mamadou Racine Sy reste un anonyme. Au Sénégal, le nom de celui-ci est associé au  portrait d'un collaborateur au service des colonisateurs, en opposition aux figures héroïques de la résistance africaine,.

## Distinctions
- Chevalier de la Légion d'honneur (3 novembre 1869). Mamadou Racine est le premier Noir à recevoir cette distinction[1].
- Officier de la Légion d'honneur (2 janvier 1888)[1]
- Commandeur du dragon noir de L’Annam
- Médaille militaire
- Médaille coloniale avec agrafe Sénégal Soudan
- Chevalier de l’étoile Noire du Bénin
- Officier de l’ordre royal d’Anjouan
- Commandeur de l’ordre royal du Cambodge